# Jasper County (Texas)
 For alternative betydninger, se Jasper County. (Se også artikler, som begynder med Jasper County)
Jasper County er en county i den amerikanske delstat Texas. Den ligger i de østlige dele af delstaten. Den grænser mod San Augustine County i nord, Sabine County i nordøst, Newton County i øst, Orange County i syd, Hardin County i sydvest, Tyler County i vest og mod Angelina County i nordvest.
Jasper Countys totale areal er 2.511 km² hvoraf 83 km² er vand. I år 2000 havde amten 35.604 indbyggere og administrationscenteret ligger i byen Jasper. Amtet er blevet opkaldt efter William Jasper.

## Byer
- Browndell
- Buna
- Evadale
- Jasper
- Kirbyville

30°44′N 94°02′V / 30.74°N 94.03°V